# Ihahi
Ihahi ist ein Bezirk (Ward) des Distriktes Mbarali in der tansanischen Region Mbeya.

## Geografie
Ihahi liegt im Südwesten von Tansania an der Grenze zur Region Njombe. Die Fläche des Bezirks beträgt 75,46 Quadratkilometer, bei der Volkszählung 2022 wohnten 8059 Menschen in 2110 Haushalten.

## Gliederung
Der Bezirk besteht aus drei Gemeinden (Mtaa) mit 18 Orten (Kitongoji):
| Kibaoni - Kibaoni A - Kibaoni B - Kibaoni C - Mnazi mmoja - Ilolo A - Ilolo B | Ihahi - Mahango - Lupanga - Lugelele A - Lugelele B - Mahelela - Majengo - Mngolongolo | Mwaluma - Majengo mapya - Mapogoro - Ofisini - Shuleni - Mahango |

## Wirtschaft und Infrastruktur
- Bildung: Die Ihahi Secondary School bildet Mädchen und Burschen bis zur 4. Stufe aus.[6]
- Gesundheit: In Ihahi befinden sich zwei Apotheken, eine staatliche und eine private. Beide bieten ambulante Dienste wie Malaria-Diagnose und -Erstbehandlung, HIV-Pflege und -Behandlung sowie Mutter-Kind-Pflege sowie kleine chirurgische Eingriffe an.[7][8]